# Sistema Blytt-Sernander
La classificació o seqüència Blytt-Sernander és una sèrie de períodes o fases climàtiques del nord d'Europa basada en l'estudi de les torberes de Dinamarca que van realitzar Axel Blytt (1876) i Rutger Sernander (1908). Aquesta classificació es va incorporar dins una seqüència de zones de pol·len més tard definides per Leonart von Post, un dels fundadors de la palinologia.

## Descripció
Les capes a torba van ser observades per primera vegada per Heinrich Dau el 1829 Va ser ofert un premi per la Reial Acadèmia Danesa de Ciències i Lletres a qualsevol que pogués explicar-les. La hipòtesi de Blytt era que les capes més fosques van ser dipositades en les èpoques més seques; i les més clares en períodes més humits, va aplicar els termes Atlàntic (com període càlid i humit) i  Boreal  (com fresc i sec). El 1926 C. A. Weber va adonar-se de l'existència d'horitzons de límits afilats, (en alemany: "Grenzhorizonte"), i va afinar la classificació de Blytt. Sernander va definir també els períodes subboreali subatlantic com també el períodes glacials tardans.
Aquesta classificació va ser ideada abans del desenvolupament dels mètodes de datació més precisos, com són la datació per radiocarboni (C-14) i el cicle de la proporció d'isòtops d'oxigen. Actualment els geòlegs que treballen en diferents zones estan estudiant els nivells del mar, les torberes i les mostres de nucli de gel i pretenen afinar la seqüència Blytt-Sernander. Es troba una correspondència general a través d'Euràsia i Amèrica del Nord.
Les fluctuacions dels canvis climàtics són més complexes que les perioditzacions que el sistema Blytt-Sernander pot identificar.

## La seqüència
Fases del Plistocè i les dates aproximades són:
- Estadi Dryas antic superior, 14.000–13.600 BP (Before Present)
- Interestadi Allerød, 13.600–12.900 BP
- Dryas recent, 12.900–11.640 BP

Les fases de l'Holocè són
- Preboreal
- Boreal, fred, sec, temperatures a l'alça, 11.500–8.900 BP
- Atlàntic, càlid, humit, màxim de temperatura, 8.900–5.700 BP
- Subboreal, 5.700–2.600 BP
- Subatlàntic, 2.600–0 BP

## Espècies marcadores
Alguns gèneres/espècies marcadores en la torba són
- Sphagnum
- Carex limosa
- Scheuchzeria palustris,
- Eriophorum vaginatum,
- Vaccinium oxycoccus,
- Andromeda polifolia,
- Erica tetralix,
- Calluna vulgaris,
- Pinus,
- Betula,

Apareix més sphagnum en els períodes humits. En elsseca apareixen méspins i bedolls.